# Día del Judaísmo en la Iglesia católica
El Día del Judaísmo en la Iglesia católica es un día anual de reflexión judeocristiana establecida cada 17 de enero por la Iglesia católica en Italia. Fue establecido en 1990.
En 1997, la idea fue traída por el grupo interreligioso Teshuvá de Milán a la 2º Asamblea Ecuménica Europea (1997) y que luego se extendió a las Iglesias de Europa. Desde 2001, la Conferencia Episcopal Italiana la promoción del evento se realizó en conjunto con la Comunidad Judía Italiana. En 2005, ambas partes acordaron un programa de diez años de reflexión en los Diez Mandamientos.
En enero de 2009, la asamblea de rabinos italianos anunciaron un boicot al Día de Judaísmo debido a una disputa que rodea al uso moderno de la Oración de Viernes Santo por los judíos en liturgias católicas. El acontecimiento fue superado por los obispos católicos de Italia, quienes ignoraron el boicot rabínico. Un acuerdo mutuo se realizó finalmente en una reunión organizada por el Cardenal Angelo Bagnasco y Rabino Jefe Riccardo Di Segni.
En octubre de 2009,el Papa Benedicto XVI indicó que sea celebrada la próxima conmemoración del Día del Judaísmo en 2010, debido a que se realizó una visita a la Gran Sinagoga de Roma, la cual fue similarmente visitada por Papa Juan Pablo II durante su pontificado.
Todas las instituciones hebreo-católicas del mundo celebran cada 17 de enero este acontecimiento como el "Día Internacional del Movimiento Hebreo-Católico".